# Операција Криваја ’94
Операција Криваја 94 је шифровани назив војне операције коју је Војска Републике Српске реализовала током рата у Босни и Херцеговини крајем 1994. године. Циљ ове операције је био спријечавање јединица 1. корпуса АРБиХ у заузимању пута Јабланица–Трново.

## Позадина
Непосредно по отпочињању и успјешном спровођењу офанзивних акција ВРС-а, Главни Штаб АРБиХ шаље као појачање елементе 7. Муслиманске и 17. Крајишке бригаде, уз скуп трупа из читавог Првог корпуса АРБиХ јачине једне бригаде.
Јужно од Сарајева 11. јула 1993. Срби су ослободили Трново, а последњих дана јула и почетком августа 1993. наставили су напредовање на запад и изашли су на Бјелашницу и Игман. Операција Лукавац 93 је завршена потпуном победом ВРС-а. До августа јединице ВРС заузеле су још и превоје Рогој и Гребак, Трескавицу, те делове Игмана и Бјелашнице.

## Контраверза УН-а на Бјелашници
Планина Бјелашница, нешто јужније и западно од Игмана, са 2.067 метара, била је један од највиших врхова у Босни. Његова висока висина имала је додатну вриједност као мјесто великог радио и телевизијског предајника - једног од препознатљивијих знаменитости Сарајева. Босански Срби су средином 1993. године заузели Игман и Бјелашницу, али су стављени под контролу УН након што је пријетња ваздушним ударима НАТО-а приморала ВРС да се повуче са планина. Од споразума 14. августа о демилитаризацији који су наметнули УН из 1993. године, УН су држале контролу над врховима уз разумијевање да ће мировне снаге УН-а задржати ДМЗ без бораца или опреме из било које фракције.'” Међутим, упркос привидној демилитаризацији, АРБиХ је држала трупе на оба врха, и вјероватно чак 1.500 до 2.000 војника АРБиХ. Планине под контролом УН-а у било ком тренутку, снаге босанске армије радиле су на припремљеној одбрани, бункерима и рововима унутар демилитаризоване зоне, али нису успеле да помету владине снаге са планина.
Крајем септембра, босанска армија је почела да гомила своје снаге на и око планине Бијелашнице за значајну офанзиву кроз демилитаризовану зону и против српских положаја на супротној страни планине. Први октобар је означио почетак велике офанзивне операције АРБиХ на подручју Бјелашнице-Трескавице против Сарајевско-херцеговачког корпуса ВРС. Напад су отпочеле вјероватно двије пуне бригаде Првог корпуса, као и елементи најмање три друге бригаде, уз додатну подршку елитног батаљона специјалне полиције „Ласта“ Министарства унутрашњих послова. Офанзива је прво била усмјерена на село Ракитница на обронцима планине Бјелашнице, а убрзо се проширила и борба дуж цијеле Бјелашнице-Бјелашнице. линија фронта. Сам град Трново дошао је под артиљеријску ватру Армије БиХ сљедећег дана. Још јужније, 4. корпус АРБиХ је такође преузео офанзиву од Коњица према Калиновику. Француске мировне снаге УН-а блокирале су око 300 војника босанске армије који су пролазили кроз планину 3. октобра јасно су пролазили.
Контроверзе су избиле следеће недеље, 6. октобра, када су босански Срби оптужили да је диверзантска јединица Армије БиХ масакрирала, а затим унаказила 20 српских војника укључујући четири медицинске сестре на локацији штаба батаљона ВРС у близини планине Бјелашнице. У почетку се чинило да УН потврђују извештаје босанских Срба, а специјални изасланик УН-а Јасуши Акашт рекао је новинарима да су у многим случајевима српска тела била унаказана или спаљена и унакажена. Шта се тачно догодило на врху планине прекривене снегом, међутим, остало је нејасно, Срби су жестоко запретили одмаздом, наговештавајући да ће наставити са гранатирањем Сарајева упркос зони забране тешког наоружања. УН су одмах предузеле акцију, надајући се да ће спречити општу офанзиву ВРС-а тако што ће саме Муслимане истерати са планина. Француске мировне снаге УН-а су 7. октобра прешле преко подручја Игмана и Бијелашнице, тјерајући војнике Армије БиХ са својих положаја — повремено уз додатно увјеравање француских хитаца упозорења и уништавајући њихове бункере противтенковским ракетама.
У међувремену, снаге УН-а наставиле су да тјерају АРБиХ трупе са планина, како да очувају кредибилитет УН-а, тако и да спрече одмазду ВРС-а против града Сарајева. Дана 9. октобра, босански Срби, босанска влада и Уједињене нације сложили су се да формирају заједничку комисију која ће извршити инспекцију демилитаризоване зоне и провјерити да ли је влада очишћена од ње. Спор се, међутим, одуговлачио, јер је босанска влада стално одлагала заједничку инспекцију планина. Што је још горе, босанска армија је извршила други напад кроз ДМЗ како би направила заседу на јединицу ВРС-а непосредно изван демилитаризованог подручја. Босански Срби су узвратили ватром из тешког наоружања из зоне искључења.
Дана 13. октобра, начелник Генералштаба ВРС-а, генерал Миловановић, поставио је једнонедељни ултиматум, тврдећи да ће Срби поново окупирати и силом претресати врхове, уколико УН не истерају босанску армију са Игмана и Бјелашнице. Разговори су прекинути 13. октобра. 18. октобра када је босанска влада одбила да повуче око 500 војника који су остали на двије планине – инсистирајући да свако повлачење буде повезано са увјеравањима УН-а да ће УНПРОФОР штитити саобраћај преко Игманског пута према Сарајеву. УН су то одбиле, а одмазда босанских Срба изгледала је неизбежна. Рок 20. октобар је дошао и прошао без инцидената, међутим, оставивши застој нерешен.
УН су кренуле на преостале трупе босанске владе у ДМЗ 24. октобра, након чега су трупе Армије БиХ отвориле ватру на групу француских мировних снага. Французи су одговорили истом мером и уследила је оштра паљба пре него што су се темпераменти охладили и две снаге су се раздвојиле. Извињавајућа босанска влада, очигледно препознајући да је отишла предалеко, наредила је својим преосталим трупама да напусте планину. Тросмјерни сукоб бошњака, срба и Уједињене нације коначно је био ријешен, барем на неко вријеме. Како се октобар ближио крају, фокус активности и пажње био је прелазак са планине Бјелашнице на планину Трескавицу, њеног сусједа на југу.

## Операција

### Октобарске борбе
Јединице 1. корпуса АРБиХ кренули су у офанзиву, у јутарњим сатима 1. октобра 1994. Пробили су се у дубину српске линије одбране ВРС. АРБиХ брзо овладава котама Пољице, Шљемена, Млаква, Објешењак, Огорјели кук, Чардак, Облик, Велико језеро, Крајчића кланац, Николине стијене, Мало Вратло, Мали Трескач, Велика Главица, Ђевиград, Пашина планина, Волија јама те највиши врх Трескавице, Ђокин торањ. ВРС је узвратила јаким контра нападом, и до краја дана вратити контролу над котама Мало Вратло, Мали Трескач, Велико језеро, Пашљина Планина, Велика Главица, Облик и Ђокин торањ. У току ноћи са 2. на 3. октобар ослободите су и коте Крајчића кланац и Николине стијене.
Снаге 1. корпуса АРБиХ су 6. октобра задале још један тежак ударац српским снагама. У диверзантској акцији на подручју Чакле и Проскока уништено је командно мјесто 3. батаљона 2. сарајевске бригаде ВРС, а том приликом је убијен 20 војник и официр ВРС. Осим поменуте саботаже, нови фронтални напади, нису донијели нове веће резултате, због ВРС појачања. АРБиХ 8. октобра поново заузима Ђокин торањ, заједно са објектима Пашина планина, Дебело брдо и Мала стијена, али је ВРС већ наредног дана вратила контролу на овој линији. Јаким артиљеријским и пјешадијским нападом 9. октобра, снаге ВРС успијевају овладати дијелом положаја на Мошевачком брду. Међутим, јединице ОГ-3 уз подршку полицијског одреда „Ласте” најпре заустављају офанзиву, а затим у контранападу враћају изгубљене положаје. Битке су се наставили и у наредна два дана, да би јединице ВРС 11. октобра поново пробиле линије одбране на Мошевачком брду и овладале овим објектом. АРБиХ је у биткама од 29. до 30. октобра остварила највећи ратни пљен у битци на Дујмовским брдима, пет тенкова.

### Новембарске борбе
Почетак новембра означио је прелазак у нову фазу офанзиве АРБиХ, једнице усмјерене према планини Трескавици и сегменту пута Сарајево-Трново. Смјена је почела 29. октобра, баш када је повлачење Игман-Бјелашница требало да буде завршено, када су трупе босанске владе поново напредовале на југ кроз демилитаризовану зону планине Бјелашнице како би напали два села под контролом срба у подножју планине. Снаге АРБиХ гранатирале су и оближњу осматрачницу УН-а са артиљеријског објекта. Следећег дана, АРБиХ је гранатирала Јаворак и заузела село.
Први корпус АРБиХ наставио је напредовање почетком новембра, нападајући даље ка истоку након што је заузео Јаворак и прешао на линију гребена Хојте која спаја бокове планине Бјелашнице и Трескавице. У успјешном гурању током наредних неколико дана, босанска армија је напредовала неколико километара према истоку и заузела 3 села. Херцеговачки корпус ВРС, међутим, на брзину ојачан елементима Сарајевско-романијског корпуса, зауставио је напредовање АРБиХ око 6. новембра, са линијом фронта неколико километара западно од Сарајево–Трново пута. Дана 14-15. децембра, босанска армија је извршила свој последњи потисак у години у правцу трновског пута. АРБиХ је поново напредовала, узимајући 20 квадратних километара, али их ВРС зауставља у даљим напредовањима, и тиме АРБиХ и даље није успела да обезбеди пут Сарајево–Трново.

## Закључак
У офанзиви 1. октобра АРБиХ је заузела око 90 квадратних километара, али је ВРС вратила око 50 квадратних километара у борбама 1. и 3. октобра. До краја године, АРБиХ је заузела укупно око 100 квадратних километара на планини. Бјелашницу и Трескавицу и заробили су најмање пет високо цијењених тенкова, неколико малих артиљеријских оруђа и минобацача и значајне залихе муниције. Ипак, иако су добици босанске владе били значајни, они и даље нису остварили свој примарни циљ да пресретну или заузму трновски пут. Упркос свим нападима, Трново и врхови Трескавице су и даље лежали ван домашаја.